# Луцкое Кресто-Воздвиженское братство
Лу́цкое бра́тство (Луцкое братство Воздвижения Честного и Животворящего Креста Господня, Луцкого Крестовоздвиженского братства, Луцкого Чеснокрестного братство, Луцкое братство Честного Креста) — национально-религиозная общественная организация православных русских (украинских) шляхтичей Волыни и мещан Луцка в XVII веке. В братство также входили отдельные представители старшины Войска Запорожского. Братство играло роль политического центра православной шляхты Волыни.

## Предпосылки и основания
Православные братства существовали в Луцке уже на рубеже XVI—XVII веков. Так, известно о хозяйственной деятельности братства при соборе Иоанна Богослова. Среди них было какое-то братство милосердия. Однако существовала потребность в объединении православных шляхтичей, мещан в единую масштабную официальную организацию. Это было обусловлено несколькими факторами: активная деятельность римско-католических институтов, которые проводили успешную пастырскую деятельность; появление мощного конкурента в виде греко-католиков; хаос и дезорганизация православной церкви, в условиях начала XVII века в Речи Посполитой находилась на грани развала. В 1617 году было образовано Луцкое братство Воздвижения Честного и Животворящего Креста Господня.
Вероятно, его основу составило братство милосердия, поскольку в документах Луцкое братство иногда называется таким, однако пока нет исследований, подтверждающих или отрицающих наследственность Луцкого братства Честного Креста с братствами, которые существовали в Луцке до 1617 года. Другой автор утверждает, что луцкое братство по своему типу было братством милосердия, а не наследуется от другого братства. Именно подчеркивая необходимость возрождения госпиталя, братству затем была предоставлена возможность построить церковь при нём.
По неустановленным причинам юридическое закрепление вновь братства затянулось на два года. Только во время сейма 1619 депутаты от Волыни ходатайствовали перед королём за легализацию Луцкого братства. Королевскую привилегию от Сигизмунда III был издан 20 февраля 1619. А 20 июня 1620 Иерусалимский патриарх Феофан утвердил братство соборной грамотой и предоставил ему ставропигиальный статус.

## Основатели и члены
Среди списков членов Луцкого братства 1617 и 1619 выделяются фамилии четырёх княжеских семей: Гулевичи, Древинские, Еловицкие, Зубцевские. Представители этих семей занимали ответственные должности в местном аппарате и имели достаточные возможности для лоббирования интересов братства. Также немалую роль играли представители семьи Пузин. Всего с 1617 по 1648 годы в братство принадлежали представители 4 княжеских семей (Пузины, Воронецкие, Курцевичи, Святополк-Четвертинские) и 55 шляхетских из мелкого и среднего нобилитета.
Члены братства были разделены на старших (шляхта и учредители, руководители) и младших (православные мещане). В письме от 1 сентября 1619 году старшие члены уполномочили младших заниматься братскими учреждениями. Жизнь в монастыре велось по правилам Василия Великого. Исполнительная власть в братства принадлежала игумену. Игумен с монахами выбирали ректора и учителей братской школы.

## Пожертвования
Со времени братству были дарованы значительные пожертвования. Это недвижимость, капитал, наличные, долги, драгоценные изделия, богослужебные книги и т. д. К 1648 году братство получило почти 100 тысяч злотых. Братство в начале создания получило 4 двора в Луцке, участки в селах. Наибольшее пожертвование составил грек Александр Мозелла, который пользовался покровительством польских королей. Он завещал 72830 злотых. Кроме того, он подарил определенное количество движимого имущества — кареты, повозки, оружие и т. д. Имея такие состояния, братство вело активную экономическую деятельность. Покупало и продавало недвижимость, давало деньги в долг и принимало капитал на хранение, держало в посессии имения. В 1634 году Галшка Гулевичевна записала 1000 злотых частично на достройку храма. А в 1641 году за старания Мозелла получил привилегию от короля Владислава IV на строительство каменного госпиталя. Деньги, предоставленные Александром, частично пошли на строительство. В 1647 г. двухэтажное помещение было построено и здесь разместились госпиталь, школа, кельи, библиотека и типография. В 1635 году Сильвестр подарил братству типографию.

## Деятельность братства
Имея значительные ресурсы, братство развернуло активную деятельность в поддержку православия. У исследователей есть основания предполагать, что именно братство является автором громких политических акций на Волыни, Галиции и Холмщине первой половины XVII века, ведь у них были задействованы такие ведущие члены братства как Лаврентий Древинский, Афанасий Пузина и другие. На протяжении 1630-х годов была построена каменная Крестовоздвиженская церковь.

### Госпиталь
При братстве действовал госпиталь, ведь именно на благотворительной деятельности братства заострялось внимание при его создании. По привилегии Короля Сигизмунда III братству разрешалось строить госпиталь вместо Русского госпиталя у Лазаривской церкви, сгорели в 1619 году. В 1647 году было построено помещение, в котором разместился госпиталь, а также кельи, школа.

### Типография
Издательская деятельность братства практически отсутствовала. В 1628 году, когда братство ещё не обладало собственной типографией, оно все же способствовало выходу небольшой книжки «Лямент по отцу Ивану Василевичу». Однако после 1635 года, когда братство имело собственное печатное оборудование и финансовые ресурсы для книгопечатания, дело ограничилось выходом в свет только одной книги в 1640 году — «Апостолы и Евангелия». Так типография выпустила только одну книгу, а в целом за содействие братства было напечатано всего две книги.

### Школа
При братстве действовала школа, которая объединяла вокруг себя православное мещанство Луцка. Во времена расцвета школа была ведущей среди других братских школ. Перед принятием к обучению поступающему устраивался трехдневный экзаменационный срок. После вступления направления обучения подбирались индивидуально согласно способностям и возрасту ученика. Преподавали грамматику, пиитику, риторику, диалектику, арифметику, богословские предметы, церковное пение. Ученики школы принимали участие в публикациях, которые выпускались братской типографией. Здесь преподавал известный иконописец Иов Кондзелевич. Кроме мещан и сыновей шляхты в школе учились бедные дети, которые собирали милостыню.

### Кременецкое братство
Братство в Кременеце было основано по инициативе членов Луцкого братства. 18 марта 1633 была издана королём привилегия. Основателем выступил волынский чашник Лаврентий Древинский и волынский хорунжий Даниил Ело-Малинский. Королевская грамота предусматривала построение Богоявленского монастыря с правом фонда братства, школы и типографии. Кременецкое Богоявленское братство действовало по уставу Киевского братства.

### Коррупционные скандалы
Несмотря на заявленную позицию, относительно центра православной жизни Волыни луцкие братья не удержались от экономических злоупотреблений. В начале 40-х годов произошёл ряд скандалов, связанных с махинациями с документами. В 1642 году игумен переписал на свой монастырь имения братского монаха Андрея Гулевича. В 1640 году братские старосты и игумен взяли расписку на одну сумму 1500 злотых от двух человек, обманув другого, которым был Лаврентий Древинский. Он обращался также к руководству братства с требованием отчета экономической деятельности. Братский учитель Павел Гроновский не получил свою зарплату от 1639 по 1643 годы своего преподавания. Из-за невыполнения обязательств он покинул братство и стал униатом во Владимире. Впоследствии Павел подал в суд на братство с требованием заплатить ему 400 злотых за работу.
Всего Луцкое братство реализовало не все свои потенциальные возможности. Кроме того, были коррупционные скандалы и злоупотребления, по неизвестным причинам не были реализованы первоначальные планы братьев. Так, братство не стало православным издательским центром Волыни, а школа — коллегией, хотя ресурсы на это были.

## Дальнейшая история
Луцкое братство переживало оживления и большой подъём в первой половине XVII века. Затем оно теряло свои позиции. С 1713 года наблюдался упадок. Монастырь перешёл к ордену василиан.
В 1871 году была попытка восстановить братство. В 1871 году на собрании прихожан Луцкого Кафедрального собора было принято решение о воссоздании в Луцке православного братства, а новый устав братства был утвержден 21 января 1871 года. Луцкое Крестовоздвиженское братства в 1890 году насчитывало 79 членов. В 1883 году староста братства Г. Лисанович заявил о намерении построить Пятницкую часовню на площади, где когда-то стояла церковь Параскевы Пятницы. В этот же год однокупольная часовня была построена. А в 1894 году на улице Шосовий у монастыря тринитариев была построена часовня Иверской Богоматери. Инициатором её строительства выступил председатель братства Всеволод Панютино. Впоследствии сюда была привезена икона из Москвы.
С 1920 года братство существовало безстатутно, в 1931 формально ликвидировано польской властью. 1935 утвержден новый устав организации — она признавалась правопреемницей средневекового братства, но без права на имущество последнего, что оставалось под комиссарским наблюдением польского правительства.
В годы советской власти братство не действовало. В 1947 году Пятницкую часовню разобрали, а в 1959 году уничтожили Иверскую часовню. К единой хранимой абсиды братской церкви сделали прямоугольную пристройку и помещения стали использовать как планетарий. В 1990-м братство восстановлено под названием Волынского краевого братства Андрея Первозванного.
В наше время именем луцких братьев названы несколько улиц в Киеве: улица Галшки Гулевичивны, улица Даниила Братковского. Также на архитектурном комплексе братства установлены 3 мемориальные доски: Галшци, братству, известным братьям.

## Персоналии
- Александр Зубцевский
- Лаврентий Древинский
- М.Гулевич-Воютинський
- Афанасий Пузина
- Юрий Пузина
- Галшка Гулевичивна
- Александр Мозелла
- Даниил Братковский
- Петр Могила
- Сагайдачный

и монахи:
- Герасим Микулич
- Исаакий Борискович
- Иов Кондзелевич

и другие.

## Галерея
- Мемориальная доска Галшци Гулевичивна
- Мемориальная доска братству
- Мемориальная доска братьям
- Иверская часовня